# Лаврово (Кічменгсько-Городецький район)
Ла́врово (рос. Лаврово) — присілок у складі Кічменгсько-Городецького району Вологодської області, Росія. Входить до складу Єнангського сільського поселення.

## Населення
Населення — 57 осіб (2010; 79 у 2002).
Національний склад (станом на 2002 рік):
- росіяни — 99 %